# Sebahat Tuncel
Sebahat Tuncel, née le 5 juillet 1975 à Yazıhan en Turquie, est une militante Kurde pour la défense des droits des femmes. Infirmière d'origine, elle est membre de la Grande Assemblée nationale de Turquie. 

## Biographie
Elle étudie la cartographie et l'arpentage à l'Université Mersin (en), avant de commencer sa carrière politique au sein de  la direction des femmes du Parti du Parti de la démocratie du peuple, en 1998. En 2017, elle est vice-présidente et députée d' Istanbul du Parti démocratique des peuples. Elle a également travaillé avec des organisations internationales telles que le Programme des Nations unies pour le développement et Amnesty International. En 2006, elle est jugée en tant que membre du Parti des travailleurs du Kurdistan (PKK), accusée de  faire de fréquents voyages dans des camps du PKK, dans le Nord de l'Irak et est ensuite emprisonnée. De sa prison, elle se présente aux élections législatives turques de 2007 et est élue député : elle est, en Turquie, la plus jeune femme élue et la première à l'être tout en étant en prison. Elle est libérée en juillet 2007. En novembre 2017, elle est à nouveau arrêtée,.